# Barèges
Barèges é uma comuna francesa na região administrativa de Occitânia, no departamento dos Altos Pirenéus. Estende-se por uma área de 45,84 km², Em 2010 a comuna tinha 166 habitantes (densidade: 3,6 hab./km²)..